# 南回歸線 (澳大利亞國會選區)
南回歸線選區（英語：Division of  Capricornia），是澳大利亞昆士蘭州的下議院選區，位於該州中海岸，以洛坎普頓為中心城市。面積91,049平方公里。
選區始於1900年，是原始的七十五個聯邦國會選區之一。因南回歸線穿過本區而得名。本區是工黨佔優的選區。2010年大選，自1998年起任當區議員的、工黨的克莉絲汀·利福摩爾連任成功。